# Happy Tomorrow
Happy Tomorrow (ハッピー・トゥモロー?, Happī tumorō) è un manga shōjo scritto e disegnato da Keiko Suenobu e pubblicato da Kōdansha nel 2003. È un volume unico che contiene quattro episodi di genere sentimentale. La trama ricorda i temi già trattati in Vitamin e in Life della stessa autrice.

## Trama

### Happy Tomorrow
Kunieda si prende un brutto raffreddore il giorno dopo la cerimonia di inizio anno del liceo e perde tre giorni preziosi di scuola. Al rientro ha fretta di inserirsi e di farsi nuove amiche. Adocchia subito un gruppetto che le sembra simpatico e riesce a farsi invitare per pranzo. Viene subito informata che una delle ragazze del gruppetto, Nanao, ha una cotta per un loro compagno di classe, Wasa. Una loro compagna di classe, Kawase, si comporta con Wasa in maniera fin troppo amichevole per i gusti delle nuove amiche di Kunieda, che le chiedono immediatamente di aiutarle a ignorarla e a tenerle il muso. Kunieda partecipa, anche se con riluttanza. Lungo la strada di casa, le si affianca proprio Wasa, che per coincidenza percorre lo stesso tratto, e cerca di fare conversazione con lei; Kunieda cerca di allontanarlo in tutti i modi, ma il mattino dopo scopre che le compagne di classe sono già venute a sapere della loro "passeggiata" e che ora è lei la vittima dei loro brutti scherzi.

### Doki-Doki
Nao Koizumi si dichiara al suo compagno di classe e amico Yoshioka di fronte a tutta la classe. In campeggio spera di avere cinque minuti da sola con lui, ma scoprirà che è difficile riuscire a gestire amore e amicizia.

### Wish on the stars
Hoshino Yuki e Hanada Yuushin collaborano con il club scolastico per allestire la festa di Natale della scuola. Hoshino ha una cotta per Hanada e vorrebbe dichiararsi a lui, ma non fa altro che combinare pasticci. Quando scoprirà che Hanada è in procinto di trasferirsi in un'altra città, dovrà trovare il coraggio per dirgli quello che prova.

### To hold your hand
Shiina è innamorata segretamente di Honma. Gli confessa il suo amore, ma pochi giorni prima di traslocare a Tokyo con la famiglia. Gli chiede quindi, come favore, di passare il giorno della sua partenza con lei, come se fosse un appuntamento.